# Halaelurus sellus
Halaelurus sellus és una espècie de peix de la família dels esciliorrínids i de l'ordre dels carcariniformes.

## Morfologia
- Els mascles poden assolir 35,3 cm de longitud total.[5]

## Hàbitat
És un peix marí de clima tropical que viu entre 62-164 m de fondària.

## Distribució geogràfica
Es troba a Austràlia.